# لوکاس گوچو
لوکاس گوچو (به پرتغالی: Lucas de Souza Gonçalves) مهاجم اهل برزیل است که در شهر Rio Grande do Sul و در تاریخ ۱۳ ژوئن ۱۹۹۱ به دنیا آمده‌است.
لوکاس گوچو در تیم‌های فوتبال سائوپائولو سابقهٔ حضور دارد.